# Apollinare (vir inlustris)
Apollinare (in latino Apollinaris; ... – Clermont-Ferrand, 515) è stato un nobile gallo-romano, alto funzionario dell'Impero romano, epistolografo e vescovo di Alvernia.

## Biografia
Era il figlio del nobile e poeta Gaio Sollio Sidonio Apollinare e di sua moglie Papianilla: aveva tre sorelle, Severiana, Roscia e Alcima. Sposò Placidina, da cui ebbe il figlio Arcadio.
È il destinatario di una lettera sulla morale del padre; Sempre in un'altra lettera del padre è menzionato studiare Publio Terenzio Afro insieme a Sidonio, che però si dice altrove insoddisfatto degli studi del figlio.
Nel 479 circa accompagnò Vittorio a Roma, ma alla sua caduta fu arrestato ed esiliato a Milano, prima di riuscire a fuggire e a tornare a Clermont.
Sotto il sovrano visigoto Alarico II ricoprì un'alta carica, che gli conferì il diritto di fregiarsi del titolo di vir inlustris; probabilmente si trattava di una carica che aveva, almeno in parte, funzioni militari, ed è probabile che abbia partecipato alla battaglia di Vouillé del 507, in cui Alarico morì e che segnò l'inizio del dominio dei Franchi di Clodoveo I.
Nel 515, col supporto della moglie e della sorella Alcima, riuscì a farsi eleggere vescovo di Clermont, ma morì quattro mesi dopo la nomina.
Ruricio, che si rivolge a lui chiamandolo sublimitas vestra, gli scrisse chiedendo lumi su alcuni passi oscuri delle opere di Sidonio.